# Bulk Slash
Bulk Slash (バルクスラッシュ?, Baruku Surasshu) è un videogioco d'azione e sparatutto in terza persona sviluppato da CAProduction e pubblicato da Hudson Soft per la console Sega Saturn l'11 luglio 1997 esclusivamente in Giappone. Ambientato in un mondo futuristico di fantascienza, dove il capo militare Alois Gardona e gli abitanti discriminati del pianeta immaginario Blau tramano un colpo di Stato contro i loro oppressori, i giocatori assumono il ruolo del pilota di caccia SDF Cress Dawley per vincere la guerra contro Gardona e il suo esercito. Il gioco è stato accolto con un'accoglienza per lo più positiva da riviste di videogiochi e pubblicazioni online sin dalla sua uscita; i critici hanno elogiato vari aspetti del gioco per la presentazione, colonna sonora, gameplay, rigiocabilità e grafica.

## Trama
Dopo la fine della guerra galattica, il pianeta Blau e i suoi cittadini vengono oppressi e discriminati dai vincitori della dura lotta. Così, l'ex comandante militare Alois Gardona mette in atto un colpo di Stato per riportare Blau al potere e perciò i vari pianeti si vedono costretti a coalizzarsi fra loro per sventare la minaccia. Il giocatore impersonerà Cress Dawley, un pilota del S.D.F., che dovrà vincere da solo la guerra facendo uso di un mecha specializzato nel volo.

## Modalità di gioco
Il giocatore prende il controllo di un robot che potrà trasformarsi a comando in un aereo da caccia. Nella forma umanoide si potrà sparare agli obiettivi e saltare, quando invece ci si avvicinerà ai nemici si dovrà attaccare quest'ultimi in maniera ravvicinata tramite l'utilizzo di una spada laser. Una piccola barra posta sul lato sinistro dello schermo comincerà a riempirsi quando non si eseguirà alcun attacco ed una volta piena, si potrà fare uso di una potente bomba a lungo raggio. Lungo i vari livelli si potranno trovare anche svariati power-up, accomunati dal fatto di fornire munizioni infinite, il Flame Blaster ovvero un potente lanciafiamme, il Bezier Blaster (un laser guidato) ed infine il Napalm Blaster, il quale sparerà alcune piccole sfere d'energia. Assunta la forma di aereo invece si potrà fare uso del volo senza alcun limite di tempo, sferrare degli attacchi più semplici ma comunque efficaci con una mitragliatrice e se la barra sarà carica si potranno anche lanciare dei missili guidati. Tramite la pressione di un tasto del gamepad è inoltre possibile aumentare o diminuire la velocità del velivolo a proprio piacimento.
Una particolarità presente in ogni livello di gioco, sette in tutto, è la possibilità di incontrare un membro femminile dei M.I.S.S. (Manageable Intelligent Support System), il quale una volta trovato chiederà di salire a bordo per svolgere il ruolo di navigatore, aiutando il pilota segnalando i danni subiti o gli eventuali potenziamenti acquisiti oltre che ricordare quale sarà il prossimo obiettivo dalla posizione corrente in cui si trova. Nelle fasi più avanzate del gioco, si otterrà un bonus differente a seconda dell'aiutante scelto, il quale aumenterà i propri punti esperienza con il completamento delle varie missioni, inoltre se lo si desidera si potrà fare cambio con un altro membro incontrato successivamente.
Ogni area presenta uno o più obiettivi da portare a termine, come ad esempio distruggere tutti i nemici, proteggere un alleato o trovare delle chiavi magnetiche, terminando il tutto con una battaglia contro un boss che avverrà nella maggior parte dei casi lungo tutto il livello, sconfitto quest'ultimo si potrà accedere all'area successiva e continuare la storia. I finali ottenibili sono in tutto sette, i quali varieranno fra loro a seconda della compagna scelta nel corso dell'avventura, che alla fine finirà per iniziare una storia d'amore con il protagonista.

## Sviluppo e pubblicazione
Bulk Slash è stato sviluppato per Sega Saturn da CAProduction, che in precedenza ha lavorato a titoli come Hagane: The Final Conflict e Ginga Fukei Densetsu Sapphire usciti rispettivamente per Super Famicom e PC Engine. Il gioco utilizzava una grafica pre-renderizzata per i suoi sprite, simile a quella della serie Donkey Kong Country di Nintendo. Il titolo è stato pubblicato da Hudson Soft esclusivamente in Giappone l'11 luglio 1997. Per promuovere la sua uscita, Hudson Soft ha creato uno spot radiofonico. È stato ripubblicato sotto l'etichetta budget Satakore in Giappone il 20 agosto 1998.

## Accoglienza
| Testata                    | Giudizio |
| -------------------------- | -------- |
| Famitsū                    | 22/40    |
| Consoles +                 | 85+      |
| Sega Saturn Magazine (JPN) | 8,0/10   |

Bulk Slash ha ricevuto un'accoglienza per lo più positiva dalle riviste di videogiochi e dalle pubblicazioni online sin dalla sua uscita. Famitsū ha dato al gioco un punteggio complessivo misto. La rivista giapponese Sega Saturn Magazine ha valutato il titolo con un punteggio di 8,0 su 10. Nicolas Gavet della testata francese Consoles + ha elogiato la presentazione, la grafica, la musica, il gameplay e la rigiocabilità, valutandolo con un punteggio dell'85%. James Price della testata britannica Saturn Power ha elogiato le sue immagini poligonali 3D su larga scala, il framerate stabile, affermando che "le immagini 3D spesso diffamate del Saturn sono migliori di quanto molti critici vorrebbero farci credere". Danny Cowan di GameSetWatch ha notato che la grafica sfruttava l'hardware del Saturn, così come la presentazione e i controlli colorati. Steve L. di Retro Gamer lo considerava "un brillante gioco d'azione sul Sega Saturn che tutti gli irriducibili Saturn dovrebbero cercare". Jahanzeb Khan di Hardcore Gamer ha affermato che "pochissimi giochi hanno mostrato il vero potenziale dell'hardware Saturn sottoutilizzato, e Bulk Slash è uno di quelli che farà ancora girare la testa", lodandolo come "un gioco d'azione mecha avvincente e altamente rigiocabile".